# Главни град Подгорица
Главни град Подгорица је територијална јединица у Црној Гори са сједиштем у Подгорици. Према попису из 2023. било је 179.505 становника.

## Историја
Доношењем Закона о Главном граду 27. октобра 2005. године бивша општина Подгорица постаје главни град Подгорица (Службени лист РЦГ, број 65/05).

## Становништво
Према попису из 2023. било је 179.505 становника. Становништво чини 28,78% од укупног становништва Црне Горе по попису из 2023.

### Национални састав
| Национални састав‍ | Национални састав‍ | Национални састав‍ | Национални састав‍ | Национални састав‍ |
| ----------------- | ----------------- | ----------------- | ----------------- | ----------------- |
|                   |                   |                   |                   |                   |
| Црногорци         | Црногорци         |                   | 97.894            | 54,54%            |
| Срби              | Срби              |                   | 55.365            | 30,84%            |
| Бошњаци           | Бошњаци           |                   | 4.697             | 2,62%             |
| Роми              | Роми              |                   | 3.431             | 1,91%             |
| Руси              | Руси              |                   | 2.629             | 1,46%             |
| остали            | остали            |                   | 9.531             | 5,31%             |
| неизјашњени       | неизјашњени       |                   | 5.965             | 3,32%             |

### Вјерски састав
| Верски састав‍ | Верски састав‍ | Верски састав‍ | Верски састав‍ | Верски састав‍ |
| ------------- | ------------- | ------------- | ------------- | ------------- |
|               |               |               |               |               |
| Православци   | Православци   |               | 143.191       | 79,77%        |
| Муслимани     | Муслимани     |               | 18.776        | 10,46%        |
| атеисти       | атеисти       |               | 6.819         | 3,80%         |
| Католици      | Католици      |               | 3.022         | 1,68%         |
| остали        | остали        |               | 3.302         | 1,84%         |
| неизјашњени   | неизјашњени   |               | 4.400         | 2,45%         |

### Језички састав
| Језички састав‍       | Језички састав‍       | Језички састав‍ | Језички састав‍ | Језички састав‍ |
| -------------------- | -------------------- | -------------- | -------------- | -------------- |
|                      |                      |                |                |                |
| Српски језик         | Српски језик         |                | 80.436         | 44,81%         |
| Црногорски језик     | Црногорски језик     |                | 74.953         | 41,76%         |
| Српскохрватски језик | Српскохрватски језик |                | 4.224          | 2,35%          |
| Руски језик          | Руски језик          |                | 2.986          | 1,66%          |
| Ромски језик         | Ромски језик         |                | 2.923          | 1,63%          |
| остали               | остали               |                | 10.761         | 5,97%          |
| неизјашњени          | неизјашњени          |                | 3.269          | 1,82%          |